# تاميه
تاميه (بالإنجليزية: Tamia)‏ هي عارضة ومغنية وكاتبة غنائية وموسيقية وممثلة كندية وأمريكية، ولدت في 9 مايو 1975 في كندا.

## أعمال

### أفلام
- (1997)  تحكم أوتوماتيكي للسرعة[7]

## وصلات خارجية
- تاميه على موقع IMDb (الإنجليزية)
- تاميه على موقع ميوزك برينز (الإنجليزية)
- تاميه على موقع أول ميوزيك (الإنجليزية)
- تاميه على موقع ديسكوغز (الإنجليزية)
- تاميه على موقع قاعدة بيانات الفيلم (الإنجليزية)